# سیدی هیث کابانیس
سیدی هیث کابانیس (۸ اکتبر ۱۸۶۵ – ۱۱ ژوئیه ۱۹۲۱) از پیشگامان پرستاری در ویرجینیا بود و نخستین مدرسه آموزش پرستاری را که از طرح «نایتینگل» پیروی می‌کرد، بنیان نهاد. این مدرسه آموزش پرستاری تا امروز پابرجاست و اکنون مدرسه پرستاری دانشگاه مشترک‌المنافع ویرجینیا نام دارد. افزون بر این، کابانیس بنیان‌گذار و نخستین رئیس «انجمن پرستاران ایالت ویرجینیا» (که اکنون «انجمن پرستاران ویرجینیا» نام دارد) بود. در نهایت، او رئیس و یکی از اعضای بنیان‌گذار هیئت ایالتی آزمون‌گیرندگان پرستار ویرجینیا و بنیان‌گذار «خانه پرستاران» بود که پیش‌درآمدی بر «انجمن بازدیدکنندگان آموزشی پرستاران» به‌شمار می‌رود. سیدی هیث کابانیس در ۱ ژوئیه ۲۰۰۲، در همایش انجمن پرستاران آمریکا در فیلادلفیا، پنسیلوانیا به تالار مشاهیر این انجمن راه یافت.

## اوایل زندگی و تحصیلات
سیدی هیث کابانیس در پترزبرگ، ویرجینیا در ۸ اکتبر ۱۸۶۵، از پدر و مادری به نام چارلز و ویرجینیا کابانیس زاده شد. او در سال ۱۸۷۴ از مدرسه سنت تیموتی (یک دبیرستان دخترانه در کاتنزویل، مریلند) فارغ‌التحصیل شد. پس از پایان دبیرستان، مدتی به عنوان آموزگار خانگی و معلم کار کرد و سپس وارد دانشگاه شد. کابانیس در مدرسه پرستاری دانشگاه جانز هاپکینز در بالتیمور، مریلند تحصیل کرد.

## حرفه
در تمام طول دوران حرفه‌ای خود، سیدی هیث کابانیس به‌طور عمیق به موضوع بهداشت عمومی پایبند بود و پایه‌های پرستاری حرفه‌ای را در ویرجینیا بنا نهاد. در سال ۱۸۹۳، کابانیس کار خود را به عنوان ناظر شب در بیمارستان جانز هاپکینز آغاز کرد. دو سال بعد، او ناظر اتاق عمل در بیمارستان «اولد دومینیون» در ریچموند، ویرجینیا شد؛ این بیمارستان به کالج پزشکی ویرجینیا (MCV) وابسته بود. در همان‌جا، اعضای هیئت علمی از او خواستند تا مدرسه‌ای برای آموزش پرستاران راه‌اندازی کند. کابانیس این پیشنهاد را پذیرفت و از سال ۱۸۹۵ تا آوریل ۱۹۰۱، مدرسه را بر پایه روش آموزشی «نایتینگل» اداره کرد. روش نایتینگل بر پایه آموزش در یک بیمارستان عمومی و از طریق شاگردی است. این مدرسه تا به امروز پابرجاست و اکنون «مدرسه پرستاری دانشگاه مشترک‌المنافع ویرجینیا» نام دارد. در سال ۱۹۰۰، او به همراه چند تن از دانشجویان مدرسه پرستاری اولد دومینیون، «خانه پرستاران ریچموند» را در پاسخ به نیاز بیماران پایه‌گذاری کرد. این سازمان، خدمات پرستاری خانگی را به بیماران ارائه می‌داد. این اقدام، نخستین خدمات پرستاری بازدیدی روستایی را در شهرستان «هانوفر» در ویرجینیا بنیان نهاد. کابانیس همچنین در سال ۱۹۰۱ «انجمن پرستاران ویرجینیا» را پایه‌گذاری کرد. این سازمان متشکل از فارغ‌التحصیلان مدارس آموزش پرستاری موجود در ایالت بود. او به عنوان رئیس این انجمن، در تدوین پیش‌نویس قانونی که سرانجام حرفه پرستاری را در این ایالت قانونمند ساخت، نقش داشت. تعهد پایدار او به بهداشت عمومی، موجب شد تا کابانیس یک خانه پرستاران در سنت آگوستین، فلوریدا نیز راه‌اندازی کند.

## میراث
در سال ۱۹۲۱، پس از درگذشت سیدی هیث کابانیس، «انجمن پرستاران فارغ‌التحصیل ویرجینیا» کمپینی برای جمع‌آوری ۵۰٬۰۰۰ دلار به منظور بزرگداشت او آغاز کرد. در سال ۱۹۲۸، «مدرسه یادبود کابانیس برای آموزش پرستاری» در دانشگاه ویرجینیا افتتاح شد. هدف اصلی این مدرسه، آموزش پرستاران باصلاحیت به‌عنوان سرپرست، مدیر و معلم بود. از سال ۱۹۲۸ تا ۱۹۶۷، یکی از ساختمان‌های پردیس پزشکی دانشگاه مشترک‌المنافع ویرجینیا به نام «سالن کابانیس» نام‌گذاری شده بود. «سالن کابانیس» نخست به عنوان ساختمان آموزش پرستاری و سپس به عنوان خوابگاه دانشجویان پرستاری مورد استفاده قرار گرفت. در ژوئیه ۲۰۱۰، «چالش رهبری کابانیس» توسط «بخش پرستاری انجمن فارغ‌التحصیلان کالج پزشکی ویرجینیا» و «مدرسه پرستاری دانشگاه مشترک‌المنافع ویرجینیا» برای بزرگداشت بنیان‌گذار این مدرسه، سیدی هیث کابانیس، راه‌اندازی شد. هدف اصلی این چالش، جمع‌آوری ۴ میلیون دلار برای بورسیه‌ها، کرسی‌های استادی و ایجاد سمت ریاست برای رئیس مدرسه پرستاری بود.